# 淡水魚
淡水魚（、英: Freshwater fish）は、淡水で生活し得る魚類の総称。淡水魚は2006年の時点でおよそ1万2,000種が知られ、現生の魚類2万8,000種のうち約43%を占めている。主として河川に生息する魚は、川魚（「かわざかな」または「かわうお」）と呼ばれることも多い。

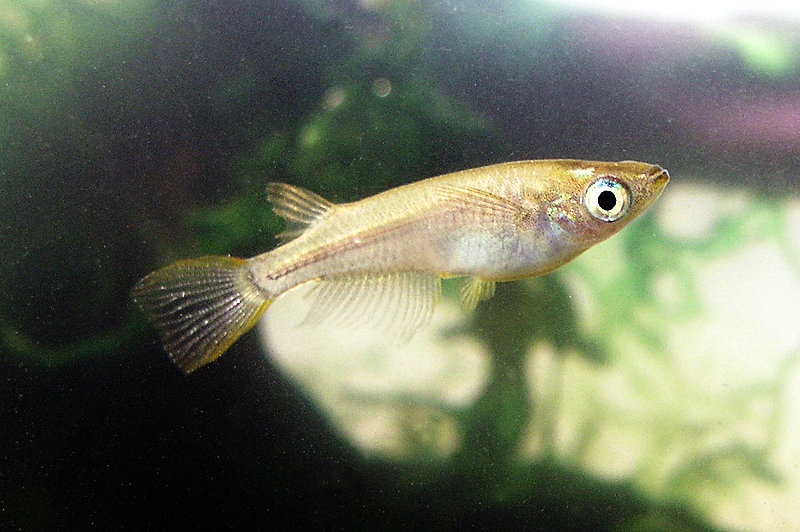
ミナミメダカ（メダカ科）。よく知られた淡水魚の1種である

淡水魚が生息する河川や湖沼などの陸水は、地球上に存在する全ての水のうち0.01%にも満たず、一種あたりの平均体積は海水魚の約7,500分の1に過ぎない。海水魚よりもはるかに狭い生物圏で獲得された淡水魚の著しい生物多様性は、平均水深が浅い淡水域では基礎生産が非常に高いこと、隔離状態が容易に発生して種分化が促進されやすいことなど、複雑に絡み合った生態学的・地質学的要因によってもたらされたものと考えられている。

## 淡水魚の区分
| モツゴ（左：コイ科）およびサカサナマズ科の一種 synodontis grandiops(右)。コイ目・ナマズ目を含む骨鰾上目の仲間は世界中の淡水域に分布し、淡水魚全体の半数近くを占める重要な存在となっている |  | モツゴ（左：コイ科）およびサカサナマズ科の一種 synodontis grandiops(右)。コイ目・ナマズ目を含む骨鰾上目の仲間は世界中の淡水域に分布し、淡水魚全体の半数近くを占める重要な存在となっている |
| モツゴ（左：コイ科）およびサカサナマズ科の一種 synodontis grandiops(右)。コイ目・ナマズ目を含む骨鰾上目の仲間は世界中の淡水域に分布し、淡水魚全体の半数近くを占める重要な存在となっている |  | |

淡水域に進出して適応した海水魚が、淡水魚へ進化したと推測されている。適応のカギとなったのは、ドコサヘキサエン酸（DHA）を合成するFads2遺伝子であることが研究で判明している。
現代において、淡水域と海水域の境界では様々な形での魚類の出入りがあり、「淡水魚」を明確に定義することは難しい。淡水魚の区分は海水への耐性の程度、あるいは生活史に占める淡水域の割合を基準にして行われることが多い。
生活史に基づく分類の一例として、コイやナマズなど淡水中で生涯を送るものを純淡水魚（一次性淡水魚）、ウナギやアユのように一生の一時期を海水中で過ごすものを通し回遊魚、ボラやスズキなど本来は海水魚・汽水魚であるものが淡水域に侵入するものを周縁性淡水魚として区分する。
ただし、区分法は研究者による異同が多い。メダカ・カダヤシのように通常は淡水で生活する一方、偶発的に海水域に進出しうるものを二次性淡水魚と呼ぶが、これを広義の純淡水魚に含める場合と、独立の区分として扱う場合とがある。また、サケ類などの回遊魚を、周縁性淡水魚に含めることもしばしばある。

## 分布
純淡水魚は海水域を通過できないため、淡水で連なった水系から外に出るのが困難で、その分布範囲は地誌的な影響を強く受ける。人の手による移入を除けば、河川争奪などがない限り他の河川へ移動することはほとんどなく、地域による独自の種分化が多い。琵琶湖やバイカル湖など、いわゆる古代湖のように淡水域だった歴史が長く、その規模の大きい地域では多くの固有種が見られる。アマゾン川の魚の種数は大西洋全体より多いと言われる。
淡水魚の隔離分布には、地誌的な変化と強く関連付けられるものも多い。ハイギョ類の分布はその一例で、それぞれ独立の属が南半球のアフリカ大陸、オーストラリア大陸、南アメリカ大陸に1属ずつある。これはこの大陸がゴンドワナ大陸として陸続きだったことに起源があると考えられている。

### 生物地理区に基づく分布

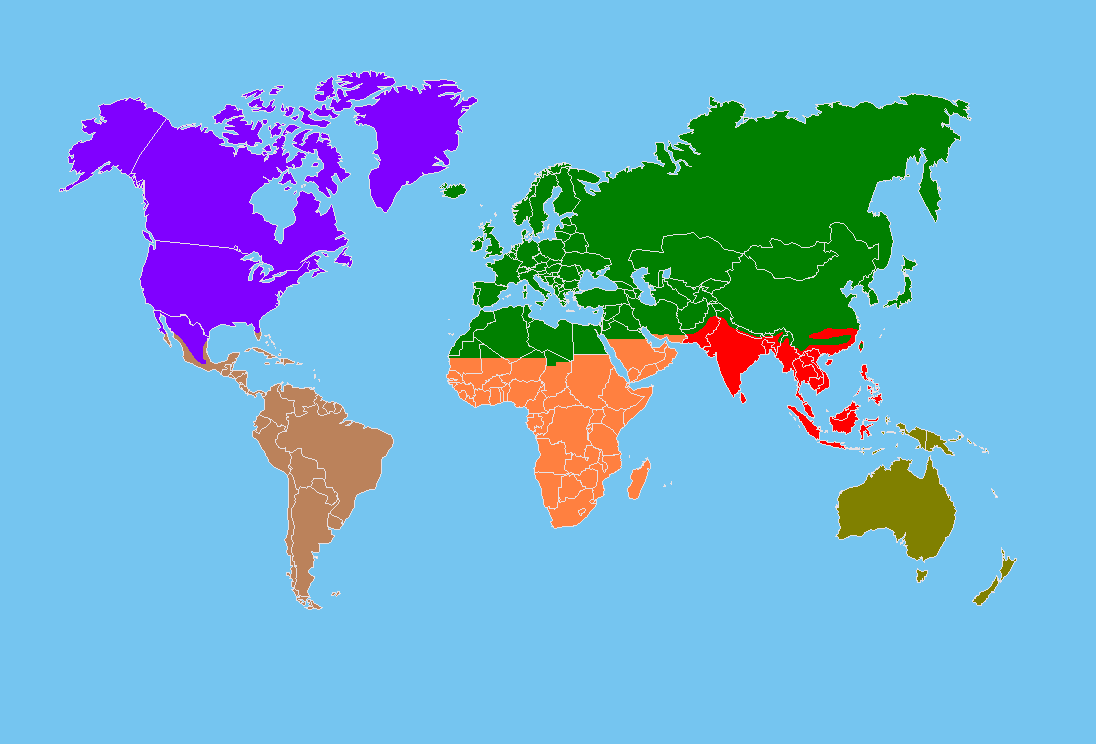
生物地理区の占める領域
新北区
新熱帯区
旧北区
アフリカ区
東洋区
オーストラリア区

他の生物群と同様に、生物地理区に基づく区分は淡水魚の分布を理解するために有用である。以下では、ウォレスが1876年に提唱した6つの地理区における淡水魚の分布を概説する。本節では、淡水魚を大きく純淡水魚（一次性淡水魚）、二次性淡水魚、周縁性淡水魚の3種に区分している。

#### 新北区
新北区はメキシコ高原以北の北アメリカを含む領域である。少なくとも14科の純淡水魚が知られ、全体ではコイ科、サッカー科、アメリカナマズ科、ペルカ科、サンフィッシュ科など約950種が分布する。南アパラチア山脈に由来する水系には350種余りの淡水魚が生息し、温帯域としては最も多様性の高い領域となっている。

#### 新熱帯区
新熱帯区には南アメリカと中央アメリカが含まれ、世界で最も豊富な淡水魚相を抱える領域となっている。純淡水魚のみで32科、総種数では4,475種が知られるほか、1,500種超の未記載種が存在するとみられている。ナマズ目の13科とカラシン目の8科がそれぞれ1,200種を超えるほか、デンキウナギ目の5科やシクリッド科（スズキ目）などがこの地域を特徴づけるグループとなっている。一方、北アメリカで優勢であったコイ科やサッカー科は、南アメリカでは全く見られない。
本来は海水魚のグループであったものの一部が、純淡水魚として適応した例が多いことも特徴であり、ポタモトリゴン科（いわゆる淡水エイ）、ガマアンコウ科、ダツ科、ニベ科の一部などが知られる。

#### 旧北区
旧北区はヨーロッパから東アジアに至る広大な領域であるが、分布する純淡水魚は14科にとどまる。コイ科・ドジョウ科が多く、ナマズ目魚類は4科の約10種を数えるに過ぎない。他にはペルカ科・カワカマス科などが生息し、総計では少なくとも500種が知られている。

#### アフリカ区
アフリカ区（エチオピア区）には多様な淡水魚が分布し、27科の純淡水魚を含めた、計47科2,000種が生息している。コイ目、ナマズ目、カラシン目など、骨鰾上目の仲間がその半数を占める。

#### 東洋区
東洋区は主にインド亜大陸と東南アジアからなり、ウォレスはオーストラリア区との境界をボルネオ島とバリ島の東に引いている（ウォレス線）。純淡水魚は28科が分布し、そのうち12科はナマズ目に所属する。コイ目は4科が知られ、コイ科以外の3科（ドジョウ科・ギュリノケイルス科・タニノボリ科）は特にこの領域で多様性を示すグループとなっている。骨鰾類以外では、タイワンドジョウ科、トゲウナギ科、キノボリウオ亜目の仲間が特徴的である。

#### オーストラリア区
オーストラリア区にはオーストラリア大陸と、ニューギニア島などウォレス線より東の島嶼域が含まれる。この地域には純淡水魚はわずか2種しか知られておらず、いずれも古代魚である。他には二次性淡水魚が2科、周縁性淡水魚はメラノタエニア科・トウゴロウイワシ科など16科が分布する。

## 人為的影響
現代の多くの地域において、淡水魚の分布範囲や生息数は人為的攪乱にさらされている。日本ではアユやニジマスなどの有用魚種の放流に伴って、それに混入した他の魚も分布を広げている例があり、野生淡水魚の分布の攪乱が問題になっている。たとえば琵琶湖のコアユを捕獲して他の河川に放流することで、オイカワやカワムツ、ムギツク、オヤニラミ、ハス、ワタカが国内外来種として、さらにはブルーギル、ブラックバス、ライギョ、ソウギョなどの国外外来種もアユに混じって分布を広げている。
同様の事例は世界各地で知られる。特にマス類など有用魚種の移植は19世紀末以降に世界中で行われ、原産の固有種が絶滅、あるいは絶滅の危機に瀕した例が知られる。チチカカ湖固有種であったキプリノドン科の1種、チチカカオレスティアはその一例である。カダヤシはカ類の防除のために世界の熱帯域に移入された。